# Stadionul Municipal Sibiu (1927)
Stadionul Municipal Sibiu a fost un stadion polivalent din Sibiu, România, care se afla pe același loc ocupat de succesorul său.
În 1927, pe latura sudică a parcului Sub Arini, s-a dat în folosință Stadionul Municipal cunoscut la început sub numele de Stadionul de educație fizică. Supus unor transformări majore în perioada 1977-1981, stadionul a fost dotat cu tribune de beton pentru 12.000 de spectatori. În 1982, vechea tribună acoperită din lemn a fost demolată, capacitatea ajungând la 14.200 locuri.
Au avut loc lucrări de modernizare în vara anului 2011, odată cu promovarea echipei CSU Voința Sibiu în Liga 1. Au fost montate aproximativ 9.000 de scaune noi, de culoare verde, care, alături de cele vechi, au ridicat numărul scaunelor la peste 14.000. S-au efectuat lucrări de reabilitare la vestiare, sistemul de alimentare cu apă al spectatorilor, sistemul de supraveghere video. Întreaga bază sportivă și-a închis porțile evenimentelor fotbalistice după desființarea echipei CSU Voința Sibiu, în noiembrie 2012. Dar și-a redeschis porțile în 2015, odată cu înființarea noului club de fotbal FC Hermannstadt.
În 2018, primăria Sibiu a anunțat că va moderniza Stadionul Municipal, pentru ca acesta să poată găzdui meciuri de Liga I. Procesul de demolare s-a finalizat în 2020, iar noul stadion a fost inaugurat în decembrie 2022.